# اضطرابات الأهواز 2005

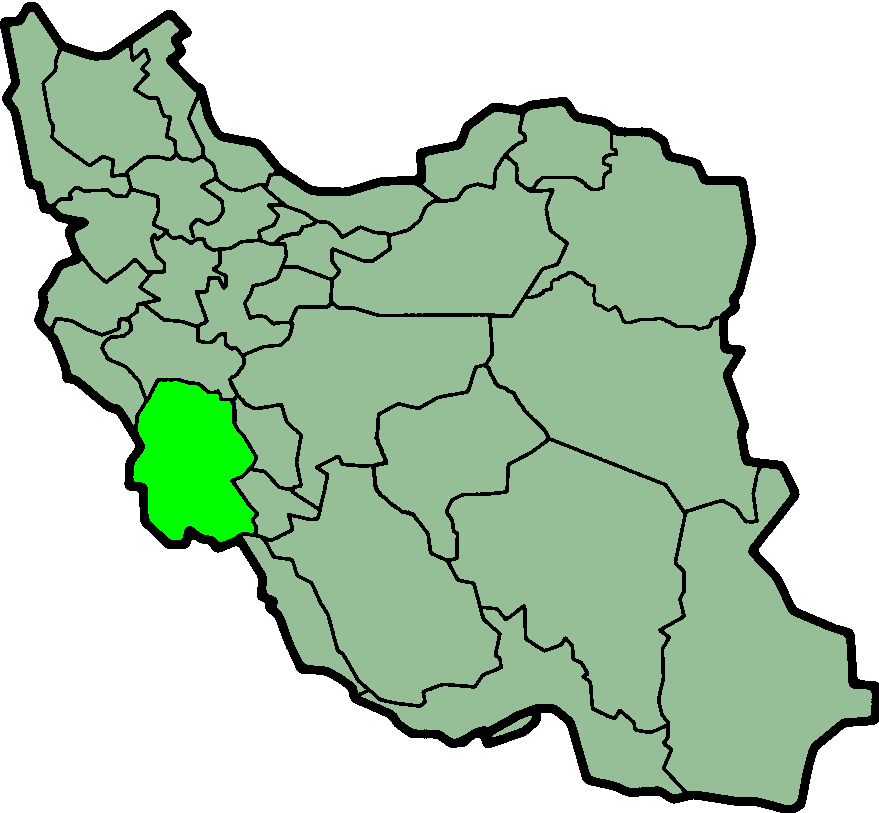

اضطرابات اهواز 2005 أو احتجاجات اهواز 15 أبريل كانت أعمال شغب عنيفة بدأها عرب إيران في مدينة الأهواز في جنوب غرب المحافظة الإيرانية خوزستان. وقد اندلعت الاضطرابات في 15 أبريل 2005، واستمرت لمدة 4 أيام. في البداية، ذكرت وزارة الداخلية الإيرانية أن شخصًا واحدًا فقط قد قتل، بالرغم من تصريح مسؤول في مستشفی أنه كان هناك ما بين 15 و20 ضحية. وقد ألقى مسؤولون حكوميون باللوم بشأن هذه الاضطرابات على بريطانيا، التي تستقر قواتها عبر الحدود في جنوب العراق. في أعقاب الاضطرابات، نفذت عدة تفجيرات، في الأحواز، مما أسفر عن مقتل 28 شخصًا. وفي عام 2006، أعدمت إيران خمسة انفصاليين عرب، تمت إدانتهم بتنفيذ تفجيرات عام 2005.

## الخلفية
يرتكز العرب في إيران في محافظة خوزستان ويصل عددهم ما بين نصف مليون إلى مليوني نسمة. معظم عرب إيران هم من الشيعة، ولكن أقلية صغيرة منهم مسلمون سنيون يعيشون على طول ساحل الخليج العربي. في محافظة خوزستان العرب هم المجموعة العرقية المهيمنة في الفلاحية، والحويزة والخفاجيه، والأغلبية في ماهشهر والمحمرة، والأقلية في عبادان مع الفرس، ويمثل العرب مجموعة من المجموعتين العرقيتين الرئيسيتين في الأحواز.
يضمن دستور جمهورية إيران الإسلامية حرية التعبير الثقافي والتنوع اللغوي. ومحطات الإذاعة والتلفزيون في محافظة خوزستان باللغة العربية. والتعليم المدرسي باللغة الفارسية، التي هي اللغة الرسمية، ولكن يسمح باستخدام اللغة العربية طبقًا لدستور جمهورية إيران الإسلامية. تنص المادة 15 من الدستور على:
| اضطرابات الأهواز 2005 | The Official Language and script of Iran, the lingua franca of its people, is Persian. Official documents, correspondence, and texts, as well as text-books, must be in this language and script. However, the use of regional and tribal languages in the press and mass media, as well as for teaching of their literature in schools, is allowed in addition to Persian | اضطرابات الأهواز 2005 |

ومع ذلك، فقد اتهمت بعض جماعات حقوق الإنسان الحكومة الإيرانية بالتمييز وغيره من انتهاكات حقوق الإنسان ضد عرب إيران وبانتهاك الضمانات الدستورية للمساواة. وتقولمنظمة العفو الدولية:
| اضطرابات الأهواز 2005 | Despite the Arab population remaining largely loyal to Iran during the Iran-Iraq war in the 1980s, the central government in Tehran has continued to view Arab Iranians with suspicion. Iranian Arabs claim this has led to discriminatory policies and unequal access to resources aimed at social development. | اضطرابات الأهواز 2005 |

وفقًا لوزارة الخارجية الأمريكية:
| اضطرابات الأهواز 2005 | In general the government (i.e. of Iran) did not discriminate on the basis of race, disability, language, or social status; however, it discriminated on the basis of religion, sex, and ethnicity. The poorest areas of the country are those inhabited by ethnic minorities, such as by the Baluchis in Sistan va Baluchestan Province and by Arabs in the southwest. Much of the damage suffered by Khuzestan Province during the eight-year war with Iraq has not been repaired; consequently, the quality of life of the largely Arab local population was degraded. Kurds, Azeris, and Ahvazi Arabs were not allowed to study their languages. | اضطرابات الأهواز 2005 |

وفقًا للمادة 16 من دستور جمهورية إيران الإسلامية، يتم تدريس اللغة العربية في جميع صفوف المرحلة الثانوية وفي جميع مجالات الدراسة بما في ذلك الجامعات.

## الأسباب
بدأ نشر رسالة نسبت إلى محمد علي أبطحي مستشار الرئيس الإيراني، محمد خاتمي، المقرب على نطاق المدونات، ثم تم تداولها بالأيدي، والاستشهاد بها بعد ذلك في تقرير لقناة الجزيرة، وهي محطة تلفزيونية عربية شعبية ذات مشاهدة كبيرة بين سكان خوزستان العرب. تقترح هذه الرسالة تدابير لتقليل نسبة العرب في خوزستان. وهو ما أثار حشود من مثيري الشغب العرب الشبان لمهاجمة المباني والمؤسسات الحكومية في مدينة الأحواز. وتكهن بعض الخبراء والمحللين في إيران في ذلك الوقت أن هذه الحركة كانت جزءًا من خطة من قبل المؤسسة المحافظة لزعزعة الثقة في المعسكر الإصلاحي بين العرب في التحضير لانتخابات الرئاسة عام 2005.

## الخسائر البشرية
في البداية، ذكرت وزارة الداخلية الإيرانية أن شخصًا واحدًا فقط قد قتل، بينما صرح مسؤول في مستشفي بالأحواز أنه كان هناك ما بين 15 و20 ضحية. في حين قال مسؤول حكومي آخر إن الاشتباكات مع قوات الأمن أسفرت عن مقتل 3 أو 4 ضحايا.
وذكر المتحدث باسم الجبهة الشعبية الديمقراطية لعرب الأحواز، أبو شاكر الأحوازي، أسماء 20 شخصًا يقول إنهم قد قتلوا في الاشتباكات. وأضاف أنه «قد أصيب عشرات الأشخاص واعتقل 300 آخرون». وذكرتمنظمة العفو الدولية «تقارير غير مؤكدة» عن مقتل 29 شخصًا. ونقل عن منظمة هيومن رايتس ووتش (HRW) مقتل 50 شخصًا على الأقل.
وأوردت التقارير والإحصاءات الإخبارية أن عدد الضحايا يتراوح بين 5 إلى 20 قتيلاً.

## النتائج المترتبة
ألقى مسؤولو الحكومة الإيرانية باللوم بشأن اضطرابات خوزستان على المملكة المتحدة التي تستضيف مقر جماعة عرب إيران المتشددة «الجبهة الشعبية الديمقراطية لعرب الأحواز». كما منعت الحكومة مؤقتًا بث قناة الجزيرة، محطة تلفزيونية فضائية باللغة العربية، متهمة إياها بتأجيج الاضطرابات. وقال علي يونسى، وزير المخابرات آنذاك، إن من تم اعتقالهم في خوزستان كانوا أساسًا «شبابًا أبرياء»، تم تحريضهم من قبل «المجرمين الحقيقيين». وقد تم إرسال وزير الدفاع وقتها - علي شمخاني، الذي هو عربي الأصل، من قبل حكومة خاتمي الإصلاحية لمنطقة الأحواز لبحث أسباب الاضطرابات. والتقى مع الزعماء المحليين، وشدد على أن جماعة العرب العرقية هي جزء لا يتجزأ من البلاد، ولكنه اعترف بأن محافظة خوزستان تعاني من «التخلف».
في أعقاب أعمال الشغب، في يونيو 2005 وقعت أربعة تفجيرات من قبل المتشددين الانفصاليين العرب في الأحواز ووقع اثنان آخران في طهران مما أسفر عن مقتل 10 أشخاص وإصابة 90 شخصًا على الأقل. ووقع تفجيران آخران في الأحواز، أحدهما في أكتوبر 2005 والآخر في يناير 2005 مما أدى إلى مقتل 12 شخصًا. وفي عام 2006، أعدمت إيران خمسة انفصاليين عرب، تمت إدانتهم بتنفيذ تفجيرات عام 2005.
ووفقًا لتقرير أبريل 2006 الصادر من منظمة العفو الدولية، أنه في 4 نوفمبر 2005، خلال وليمة لمسلم يحتفل بنهاية شهر رمضان، سار عدة مئات من المتظاهرين الإيرانيين العرب نحو مركز مدينة الأحواز، وتمت مواجهتهم من قبل قوات الأمن، الذين قيل إنهم أطلقوا قنابل الغاز المسيل للدموع على المتظاهرين مما أسفر عن سقوط وغرق شابين في نهر كارون، وعلى ما يبدو تسبب الغاز المسيل للدموع في شلل مؤقت. وقد ذكرت منظمة العفو الدولية أيضًا وجود المزيد من الاشتباكات في خوزستان بين عرب إيران وقوات الأمن يومي 11 و12 يناير 2006، قد وقعت في عيد الأضحى، والتي قيل قد أسفرت عن مقتل 3 أشخاص وإصابة 40 آخرين. وحسبما ذكر، كان المتظاهرون يطالبون «بوضع حد لاضطهاد العرب ومشاكل الفقر والبطالة، وإطلاق سراح السجناء السياسيين المحتجزين منذ أبريل عام 2005».
في 15 أبريل 2011، كان هناك احتجاج من قبل الأقلية العربية السنية في الأحواز، وذلك بمناسبة الذكرى السادسة لأحداث 2005. وفي رسالة، كُتبت إلى مفوض الأمم المتحدة السامي لحقوق الإنسان، ذكرت شيرين عبادي، الحائزة على جائزة نوبل في إيران، أنه «قد قتل أكثر من 12 شخصًا وأصيب حوالي 20 آخرون واعتقل العشرات».
انظر أيضًا
- قائمة نزاعات الشرق الأوسط الحديثة
- مقاومة الأحواز